# Ravageurs de la luzerne
Les ravageurs de la luzerne sont les organismes animaux qui parasitent les cultures de luzerne (Medicago sativa) en s'en nourrissant. Ce sont généralement des insectes, mais d'autres classes d'animaux sont concernées, notamment des nématodes (vers ronds), des mollusques (limaces) et des vertébrés (oiseaux).

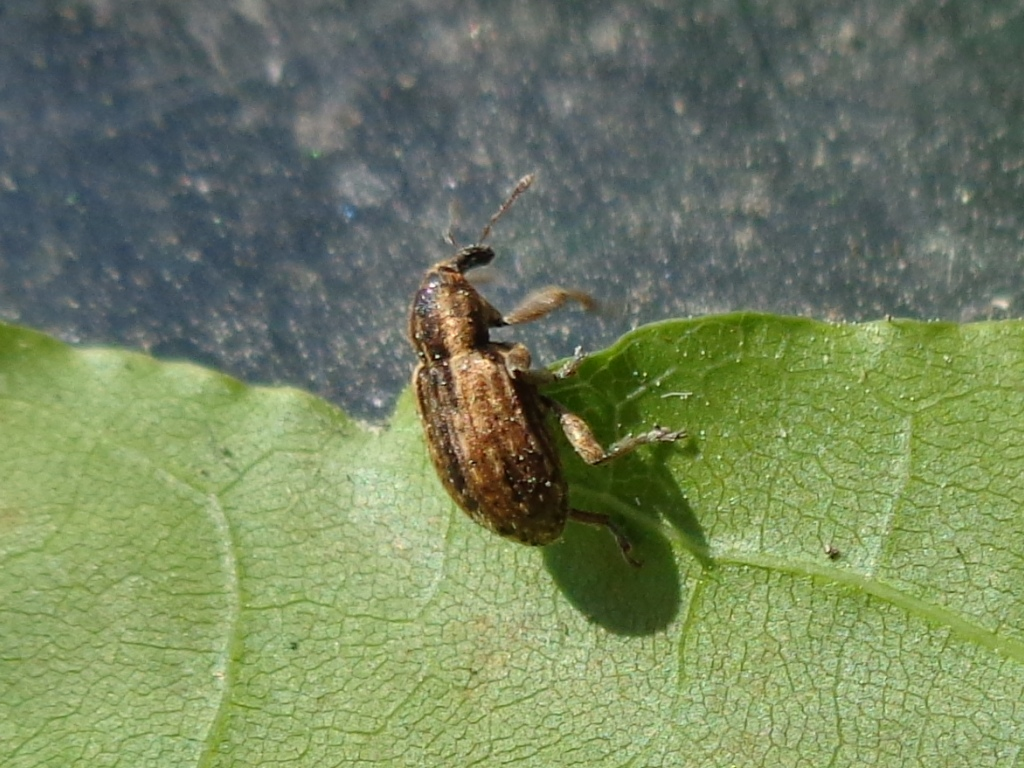
Phytonome de la luzerne

De nombreux insectes ravageurs attaquent les cultures de luzerne à leurs différents stades.

## Insectes

### Coléoptères
- Tychius aureolus (charançon des graines de luzerne)

- Colaspidema barbarum (négril de la luzerne ou babotte noire)
- Hypera postica (phytonome de la luzerne, charançon postiche de la luzerne ou babotte grise)
- Hypera murina (charançon de la luzerne)
- Otiorhynchus ligustici (charançon de la luzerne, otiorhynche de la vigne ou otiorhynque de la livèche)
- Sitona scissifrons (curculio de la luzerne)[2]

### Diptères
- Asphondylia miki (cécidomyie des gousses)
- Asphondylia websteri (cécidomyie de la luzerne)
- Agromyza frontella (mouche mineuse des feuilles de luzerne)
- Contarinia medicaginis (cécidomyie des fleurs de luzerne)
- Dasineura medicaginis (cécidomyie des bourgeons de la luzerne, cécidomyie des feuilles de la luzerne ou cécidomyie des pousses de la luzerne)

### Hémiptères
- Aphis craccivora (puceron noir de la luzerne), pique les feuilles et peut causer des dégâts en cas de pullulation. Il est aussi le vecteur de diverses maladies virales.

- Adelphocoris lineolatus (capside des légumineuses) et
- Exolygus rugulipennis (capside de la luzerne) causent des dégâts aux cultures de production de semences.
- Lygus elisus (punaise de la luzerne)
- Acyrthosiphon pisum (puceron du pois)[2].
- Acyrthosiphon kondoi (puceron bleu de la luzerne)[2]
- Therioaphis maculata (puceron maculé de la luzerne)[2]

### Hyménoptères
- Bruchophagus roddi (chalcis des graines de la luzerne)[2]

### Lépidoptères
- Autographa californica (autographe de la luzerne)
- Cydia medicaginis (tordeuse de la luzerne) attaque les graines.
- Cnephasia asseclana (tordeuse du lin).
- Colias eurytheme (coliade de la luzerne)
- Diacrisia pteridis (diacrisie de la luzerne)
- Heliothis dipsacea (noctuelle de la luzerne ou noctuelle du trèfle)
- Lasiocampa trifolii (bombyx du trèfle)
- Loxostege cerealis (tisseuse de la luzerne)[2]

## Autres ravageurs
Des nématodes sont susceptibles d'attaquer le système racinaire, notamment l'anguillule des céréales et des bulbes (Ditylenchus dipsaci).
Mollusques : Theba pisana (cagot, cagouille, morguette, petit escargot blanc). L'abondance de cet escargot dans les luzernières destinées à la production de semences peut gêner la récolte mécanisée des gousses. 